# Hold My Hand (Lady Gaga-dal)
A Hold My Hand Lady Gaga amerikai énekesnő dala, amely 2022. május 3-án jelent meg az Interscope Records kiadásában és a Top Gun: Maverick (2022) című film filmzenéjének első kislemezeként szolgál. A dalt Gaga és BloodPop úgy írta, mint „egy szerelmes levelet a világnak egy nagyon nehéz időszak alatt és után”. A produceri munkákat a páros Benjamin Rice-szal kiegészítve végezte. Zeneileg a Hold My Hand egy „reményteli” arena rock szám, himnikus refrénnel és elektromos gitárral. 
Megjelenésekor többnyire pozitív kritikákat kapott, a kritikusok megjegyezték, hogy az inspiráció az 1980-as évek rockballadáiból származik, abból az évtizedből, amikor az eredeti Top Gun megjelent. A Hold My Hand Horvátországban az első, Magyarországon és Svájcban az ötödik, Vallóniában a hatodik, Ausztráliában, Kanadában, Flandriában, Japánban, Hollandiában, Hollandiában, Szingapúrban, Szlovákiában, Tajvanon és az Egyesült Királyságban pedig a Top 30-ban szerepelt. A Hold My Hand számos jelölést kapott a díjátadókon, többek között jelölték A legjobb eredeti dalnak járó Oscar-díjra, A legjobb eredeti filmbetétdalnak járó Golden Globe-díjra, A legjobb vizuális médiára számára írt dalnak járó Grammy-díjra és A legjobb dalnak járó Critics’ Choice Movie-díjra.
A dalhoz készült videóklipet Joseph Kosinski, a Top Gun: Maverick rendezője rendezte, és 2022. május 6-án jelent meg. Ebben Gaga különböző helyszíneken adta elő a dalt, a két Top Gun-filmből vett jelenetekkel megspékelve. A Hold My Hand Gaga 2022-es stadionturnéjának, a The Chromatica Ballnak a záródalaként szolgált. A dalt a 95. Oscar-díjátadón és a Super Bowl LIX pregame show-n is előadta, utóbbit a 46. Sports Emmy-díjátadón a Kiemelkedő zenei rendezésért járó díjjal jutalmazták.

## Háttér és felvételek
A pletyka, miszerint Lady Gaga írt egy dalt a Top Gun: Maverick című filmhez 2021 áprilisáig nyúlik vissza, amikor a ShowBiz 411 pletykaoldal közzétett egy rövid írást, amely azt találgatta, hogy Gaga részt vesz a filmben. Azóta más kiadványok is beszámoltak róla, köztük a W magazin.
2022 áprilisában Gaga rejtélyes tweeteket kezdett el posztolni hivatalos Twitter-oldalán, amelyeket egyesek a pletykált dal szövegeként értelmeztek. Miután három nap alatt négy külön tweetet posztolt a dalszöveggel, Gaga 2022. április 27-én hivatalosan is bejelentette a Hold My Hand című dalt. A bejelentésből, amelyhez a kislemez borítóját is mellékelték, kiderült, hogy Gaga BloodPoppal és Benjamin Rice-szal dolgozott a dalon, amelynek szövege „egy szerelmes levél a világnak egy nagyon nehéz időszak alatt és után”.

## Dalszöveg és kompozíció
A Hold My Hand-et a zene- és filmkritikusok „reményteli, himnikus” arena rock balladaként jellemezték. Lars Brandle a Billboardtól megjegyezte, hogy a dal szoros rokonságban áll a Berlin Take My Breath Away és Kenny Loggins Danger Zone című dalával. Jazz Tangcay a Variety-től a Hold My Hand-et „szárnyaló rockdalnak nevezte, hegedűkkel és gitárszólamokkal, amelyek a '80-as évek rockballadáit idézik”. Dalszövegében Gaga biztosít valakit arról, hogy mindig ott lesz számára „kérdés nélkül”.

## Népszerűsítés

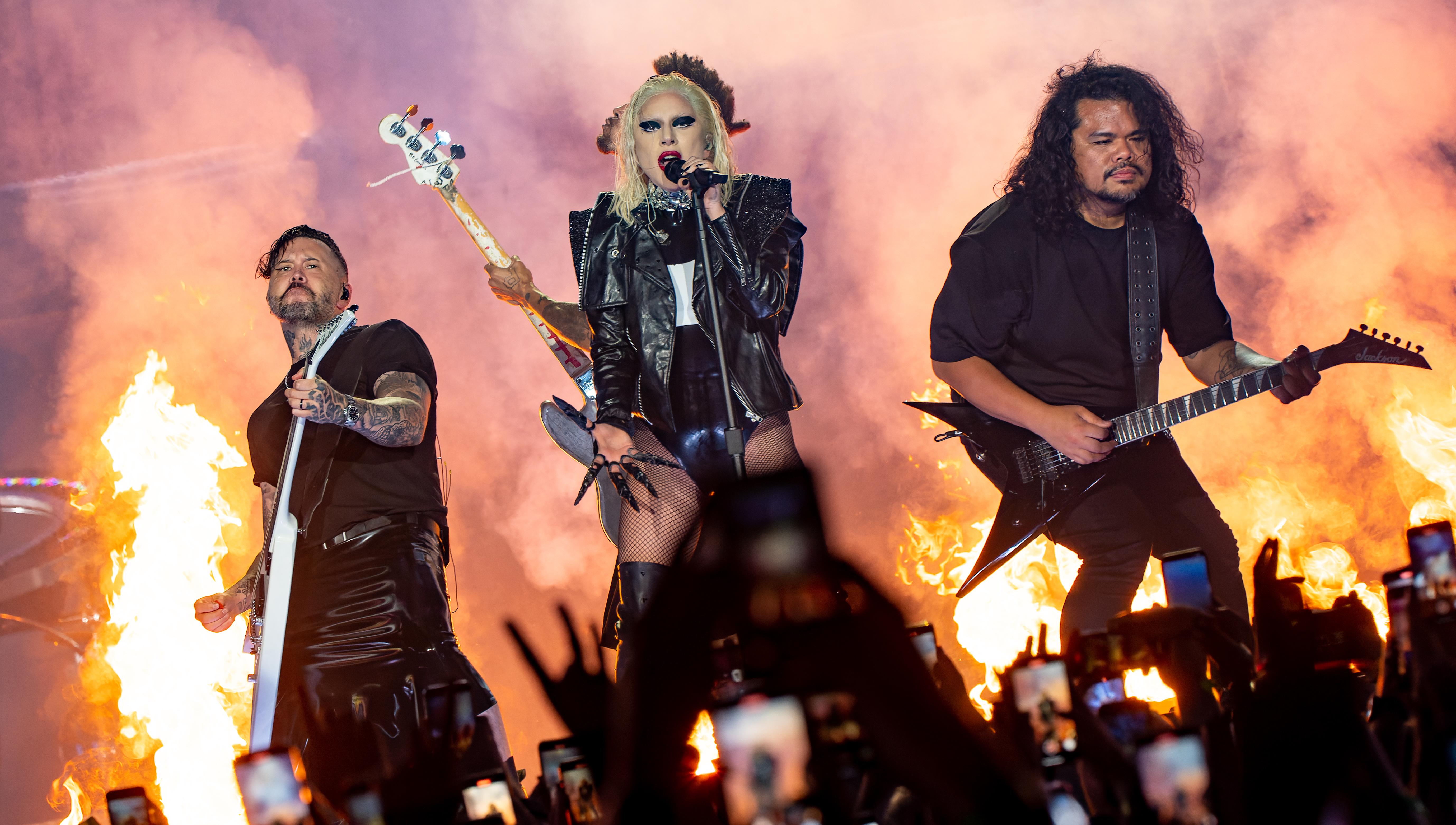
Gaga a Hold My Hand előadása közben a The Chromatica Ballon

Egy héttel a streaming és digitális platformokon való megjelenés után a Hold My Hand a felnőtt kortárs és pop rádiók játszási listáira is felkerül.
A megjelenés előtt Gaga a Twitteren megerősítette egy rajongójának, hogy a Hold My Hand szerepel majd közelgő stadionturnéjának, a The Chromatica Ballnak a dallistáján.

## Videóklip
A hozzá tartozó videóklipet Joseph Kosinski, a Top Gun: Maverick rendezője készítette, és 2022. május 6-án jelent meg. A kisfilmet részben fekete-fehérben forgatták. Az 1986-os Top Gunból merít képeket nosztalgikus flashback formájában - egy ponton a klip érzelmesen bemutatja Tom Cruise-t, mint Maverick tesztpilótát, akit Anthony Edwards karaktere, Nick "Goose" Bradshaw tart a karjában, miután a karakter tragikusan meghal -, valamint a Top Gun: Maverick mozis filmvágásai is szerepelnek benne. A klip Gagát egy teátrális előadásban testesíti meg: egy katonai légierő kifutópályáján zongorázik, és egy repülőgéphangár körül énekel.
A videó alatt Gaga az eredeti repülős bomberdzsekit viseli, amelyet Cruise viselt Maverick szerepében az eredeti Top Gun-filmben. Amikor a dal elérkezik a csúcspontjához, Gaga a repülős bomberdzseki alatti tank-topot egy aktruhára cseréli, amelyet felkap a szél az énekesnőről. A ruhát az ukrán tervező, Lessja Verlingieri készítette Lever Couture márkája számára.

## Elismerések
| Év   | Esemény                            | Díj                                                                           | Eredmény | For.   |
| ---- | ---------------------------------- | ----------------------------------------------------------------------------- | -------- | ------ |
| 2022 | Hollywood Music in Media Awards    | A legjobb eredeti dal – Játékfilm                                             | Jelölve  | [ 17 ] |
| 2022 | People’s Choice Awards             | 2022 dala                                                                     | Jelölve  | [ 18 ] |
| 2022 | RTHK International Pop Poll Awards | Top tíz nemzetközi dal                                                        | Jelölve  | [ 19 ] |
| 2022 | World Soundtrack Awards            | A legjobb eredeti, közvetlenül filmhez írt dal                                | Jelölve  | [ 20 ] |
| 2023 | Academy Awards                     | A legjobb eredeti dal                                                         | Jelölve  | [ 21 ] |
| 2023 | Critics’ Choice Awards             | A legjobb dal                                                                 | Jelölve  | [ 22 ] |
| 2023 | Georgia Film Critics Association   | A legjobb eredeti dal                                                         | Elnyerte | [ 23 ] |
| 2023 | Golden Globe Awards                | A legjobb eredeti filmbetétdal                                                | Jelölve  | [ 24 ] |
| 2023 | Grammy Awards                      | A legjobb vizuális média számára írt dal                                      | Jelölve  | [ 25 ] |
| 2023 | Guild of Music Supervisors Awards  | A legjobb filmhez írt és/vagy felvett dal                                     | Jelölve  | [ 26 ] |
| 2023 | Hollywood Critics Association      | A legjobb eredeti dal                                                         | Jelölve  | [ 27 ] |
| 2023 | Houston Film Critics Society       | A legjobb eredeti dal                                                         | Jelölve  | [ 28 ] |
| 2023 | Lumiere Awards                     | A legjobb eredeti dal                                                         | Elnyerte | [ 29 ] |
| 2023 | Satellite Awards                   | A legjobb eredeti dal                                                         | Elnyerte | [ 30 ] |
| 2023 | Society of Composers & Lyricists   | A legjobb eredeti dal drámai vagy dokumentumfilmes vizuális médiaprodukcióhoz | Jelölve  | [ 31 ] |
| 2025 | Sports Emmy Awards                 | Kiemelkedő zenei rendezés                                                     | Elnyerte | [ 32 ] |

## Helyezések
| Lista (2022)                          | Legjobb helyezés |
| ------------------------------------- | ---------------- |
| Argentína (Argentina Hot 100)         | 72               |
| Ausztrália (ARIA)                     | 29               |
| Ausztria (Ö3 Austria Top 40)          | 32               |
| Belgium (Ultratop 50 Flanders)        | 11               |
| Belgium (Ultratop 50 Wallonia)        | 6                |
| Csehország (Rádio Top 100)            | 29               |
| Csehország (Singles Digitál Top 100)  | 41               |
| Dél-Afrika (RISA)                     | 36               |
| Dél-Korea Letöltési lista (Circle)    | 112              |
| Egyesült Királyság (UK Singles Chart) | 24               |
| Finnország Airplay (Radiosoittolista) | 14               |
| Franciaország (SNEP)                  | 32               |
| Global 200 (Billboard)                | 37               |
| Hollandia (Top 40)                    | 28               |
| Hollandia (Single Top 100)            | 76               |
| Horvátország (HRT)                    | 1                |
| Izland (Plötutíðindi)                 | 37               |
| Írország (IRMA)                       | 49               |
| Japán (Billboard Japan Hot 100)       | 29               |
| Kanada (Canadian Hot 100)             | 25               |
| Kanada AC (Billboard)                 | 5                |
| Kanada CHR/Top 40 (Billboard)         | 36               |
| Kanada Hot AC (Billboard)             | 18               |
| Lettország (EHR)                      | 39               |
| Magyarország (Single Top 40)          | 5                |
| Németország (Media Control Charts)    | 72               |
| Olaszország (FIMI)                    | 57               |
| Szlovákia (Rádio Top 100)             | 14               |
| Szlovákia (Singles Digitál Top 100)   | 68               |
| Svájc (Schweizer Hitparade)           | 5                |
| Svédország (Sverigetopplistan)        | 61               |
| Szingapúr (RIAS)                      | 29               |
| Tajvan (Billboard)                    | 11               |
| Új-Zéland (Recorded Music NZ)         | 33               |
| US Billboard Hot 100                  | 49               |
| US Adult Contemporary (Billboard)     | 9                |
| US Adult Top 40 (Billboard)           | 12               |
| US Mainstream Top 40 (Billboard)      | 19               |

| Lista (2022)                       | Helyezés |
| ---------------------------------- | -------- |
| Belgium (Ultratop 50 Flanders)     | 51       |
| Belgium (Ultratop 50 Wallonia)     | 26       |
| Kanada (Canadian Hot 100)          | 75       |
| Horvátország (HRT)                 | 19       |
| Global 200 (Billboard)             | 178      |
| Magyarország (Single Top 40)       | 34       |
| Japán Letöltések (Billboard Japan) | 100      |
| Svájc (Schweizer Hitparade)        | 39       |
| US Adult Contemporary (Billboard)  | 16       |
| US Adult Top 40 (Billboard)        | 37       |
| US Digital Song Sales (Billboard)  | 19       |

## Minősítések és eladási adatok
| Régió                                                            | Minősítés  | Eladott példányszám |
| ---------------------------------------------------------------- | ---------- | ------------------- |
| Ausztrália (ARIA)                                                | platina    | 70 000‡             |
| Ausztria (IFPI Austria)                                          | platina    | 30 000‡             |
| Belgium (BEA)                                                    | arany      | 20 000‡             |
| Brazília (Pro-Música Brasil)                                     | platina    | 40 000‡             |
| Dánia (IFPI Denmark)                                             | arany      | 45 000‡             |
| Egyesült Királyság (BPI)                                         | arany      | 400 000‡            |
| Franciaország (SNEP)                                             | gyémánt    | 333 333‡            |
| Kanada (Music Canada)                                            | platina    | 80 000‡             |
| Lengyelország (ZPAV)                                             | 2× platina | 100 000‡            |
| Olaszország (FIMI)                                               | platina    | 70 000‡             |
| Spanyolország (PROMUSICAE)                                       | arany      | 30 000‡             |
| Svájc(IFPI Switzerland)                                          | platina    | 20 000‡             |
| Új-Zéland (RMNZ)                                                 | platina    | 30 000‡             |
| ‡ Eladási+streaming példányszámok kizárólag a minősítés alapján. |            |                     |

## Megjelenések
| Régió            | Dátum              | Formátum(ok)                     | Kiadó      | Forr.         |
| ---------------- | ------------------ | -------------------------------- | ---------- | ------------- |
| Világszerte      | 2022. május 3.     | Digitális letöltés streaming     | Interscope | [ 1 ]         |
| Olaszország      | 2022. május 6.     | Rádiós megjelenés                | Universal  | [ 95 ]        |
| Egyesült Államok | 2022. május 9.     | Felnőtt kortárs rádió megjelenés | Interscope | [ 11 ]        |
| Egyesült Államok | 2022. május 10.    | Pop rádió megjelenés             | Interscope | [ 12 ]        |
| Egyesült Államok | 2022. november 11. | Hanglemez                        | Interscope | [ 96 ] [ 97 ] |

## Fordítás
- Ez a szócikk részben vagy egészben  a   Hold My Hand (Lady Gaga song) című angol Wikipédia-szócikk fordításán alapul.  Az eredeti cikk szerkesztőit annak laptörténete sorolja fel. Ez a jelzés csupán a megfogalmazás eredetét és a szerzői jogokat jelzi, nem szolgál a cikkben szereplő információk forrásmegjelöléseként.